# Diszlokáció (kristálytan)

Éldiszlokáció sematikus ábrája (b = Burgers-vektor)

A diszlokáció kifejezés egy kristályrácsban meglévő szabálytalanságokra vagy rácshibákra utal. A diszlokációk az anyag számos tulajdonságát meghatározzák. A diszlokációk elméletét eredetileg Vito Volterra alkotta meg 1905-ben.
A diszlokáció egyik típusát atomok síkjainak lezáródása okozza a kristályszerkezeben. Abban az esetben, ha az atomokat körülvevő síkok nem egyenesek, hanem a lezáródó síkok élei körül görbültek, a kristályszerkezet tökéletesen rendeződik ugyanarra az oldalra. A folyamat analógiája egy halom papírral szemléltethető: ha egy fél darab papírt beszúrunk a papírhalom közé, a papír struktúrájában keletkező hiba csak a fél papír éleinél lesz észrevehető.
A diszlokációknak két alaptípusa van: éldiszlokáció és csavardiszlokáció. A kevert diszlokáció a kettő közötti átmenet.

## A kristályos anyagok szerkezete

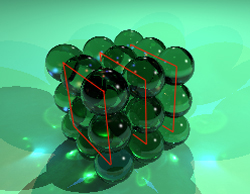
Kristályrács modell

A kristályos anyagok atomjai, vagy molekulái térbeli rácsban elrendezett módon töltik ki a teret és kapcsolódnak össze. A tér három fő iránya szerint rendezett módon a részecskék rácssíkokat alkotnak. Ennek a térbeli szerkezetnek (a kristályszerkezetnek) azonban több okból következően hibás lehet a szerkezete:
- pontszerűen elhelyezkedő ponthibák miatt: ezt okozhatják szennyező atomok is, de az a tény is, hogy az idegen részecskék beépülése miatt torzul a kristályrács, és egy pozícióban hiányzik egy részecske;
- élszerűen elrendeződő hibahelyek miatt, ezeket éldiszlokációknak nevezik;
- térbeli csavarvonal mentén elrendeződő hibahelyek miatt, ezeket csavardiszlokációknak nevezik.

A diszlokációknak tehát két fő típusuk van: él- és csavardiszlokáció. A mindennapi anyagokban általában mindkét fő típus előfordul, ilyenkor kevert diszlokációkról beszélünk.
|                   |                            |
| Kristályrácshibák | Kristályrácshibák GaAs-ben |

### A szerkezet és a tulajdonságok kapcsolata
A kristályos anyagok számos tulajdonsága az atom-, vagy molekulaszerkezet alapján értelmezhető, levezethető a fizikában. Az anyagok képlékeny tulajdonságai például részben a diszlokációkkal magyarázható. Mindezeket a képlékenységtan tudományága tanulmányozza.

### Éldiszlokáció

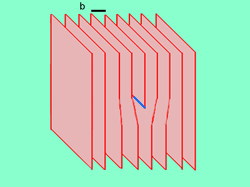
Éldiszlokáció a rácssíkok között

Az éldiszlokáció olyan hiba, ami valamely atomsíkban jelenhet meg, ezzel eltorzítva az atomok síkjait. Amikor a kristályszerkezet egyik oldalára elég erőt fejtünk ki ahhoz, hogy a keletkezett extra sík keresztülhaladjon az atom síkján, felszakíthat és újra létrehozhat kötéseket az atomok között. A folyamat addig tart, míg egy szemcsehatárt el nem érünk. A diszlokációnak két meghatározó vektoriránya van, a diszlokáció vonal iránya, ami végigfut az extra félsík alján és a Burgers-vektor, ami leírható a rács torzulásának méretével és helyzetével. Az éldiszlokációk Burgers-vektora merőleges a diszlokációvonal irányára.
Az éldiszlokáció által okozott feszültségnek köszönhetően az anyagban összetett aszimmetria jön létre. Ez a feszültség három egyenlettel írható le:
{\displaystyle \sigma _{xx}={\frac {-\mu b}{2\pi (1-\nu )}}{\frac {y(3x^{2}+y^{2})}{(x^{2}+y^{2})^{2}}}}
{\displaystyle \sigma _{yy}={\frac {-\mu b}{2\pi (1-\nu )}}{\frac {y(x^{2}-y^{2})}{(x^{2}+y^{2})^{2}}}}
{\displaystyle \tau _{xy}={\frac {-\mu b}{2\pi (1-\nu )}}{\frac {x(x^{2}-y^{2})}{(x^{2}+y^{2})^{2}}}}
amelyekben a μ az anyag rugalmassági modulusa, b a Burgers-vektor, ν a Poisson-szám, x és y a koordináták.
Az egyenletek függőleges feszültség hatására kialakuló diszlokációt írnak le. Ilyen feszültség az anyag összenyomásakor alakul ki az atomot körülvevő „extra” síkon, illetve az anyag húzásakor alakul ki az atom „hiányzó” síkján.

### Csavardiszlokáció

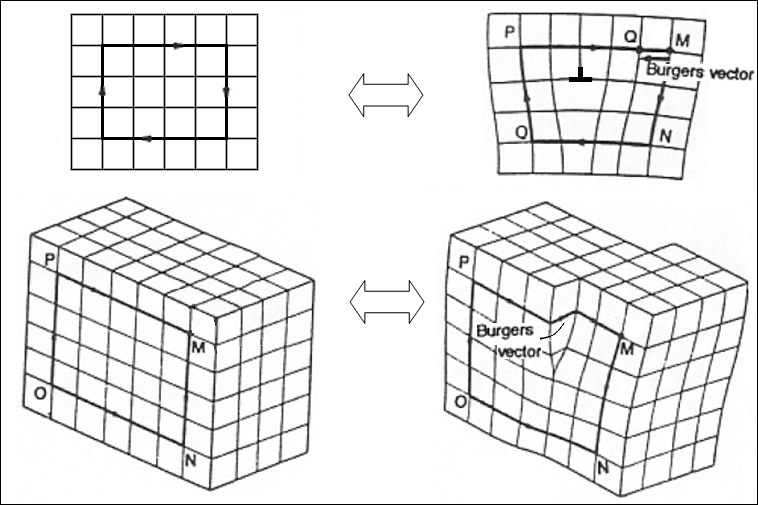
Éldiszlokáció (felül) és csavardiszlokáció (alul)

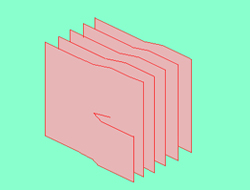
Csavardiszlokáció sematikus ábrája

A csavardiszlokációt sokkal nehezebb elképzelni, mint az éldiszlokációt. Képzeljünk el egy vágást a kristály síkja mentén, majd a két felet csúsztassuk el egymás mellett. Ha a vágás csak a kristály feléig van jelen, és így vannak a síkok elcsúsztatva, akkor a vágás mentén csavardiszlokáció alakul ki. Ehhez hasonló az, amikor egy összehajtott papírt tépünk el a feléig, majd a két részt elcsúsztatjuk egymás mellett. A csavardiszlokációkor a Burgers-vektorok párhuzamosak a diszlokációvonal vektorral.
A csavardiszlokáció kevésbé komplex, mint az éldiszlokáció. Az így kialakított feszültségállapot egyetlen egyenlettel leírható, szimmetriát és csak sugár irányú helyfüggést feltételezve:
{\displaystyle \tau _{r}={\frac {-\mu b}{2\pi r}}} ,
ahol μ az anyag rugalmassági modulusa, b a Burgers-vektor, és r a radiális helykoordináta. Az egyenlet hengerszimmetrikus, és a sugárral csökkenő feszültséget ír le.

### Kevert/összetett diszlokációk
Sok anyagban olyan a diszlokáció, ahol a vonal helyzete és a Burgers-vektorok sem merőleges, sem párhuzamos helyzetűek. A diszlokációk ilyen formáját kevert diszlokációnak, nevezzük, ami magán hordozza az él és csavardiszlokációk sajátosságait is.

## A diszlokációk mozgása

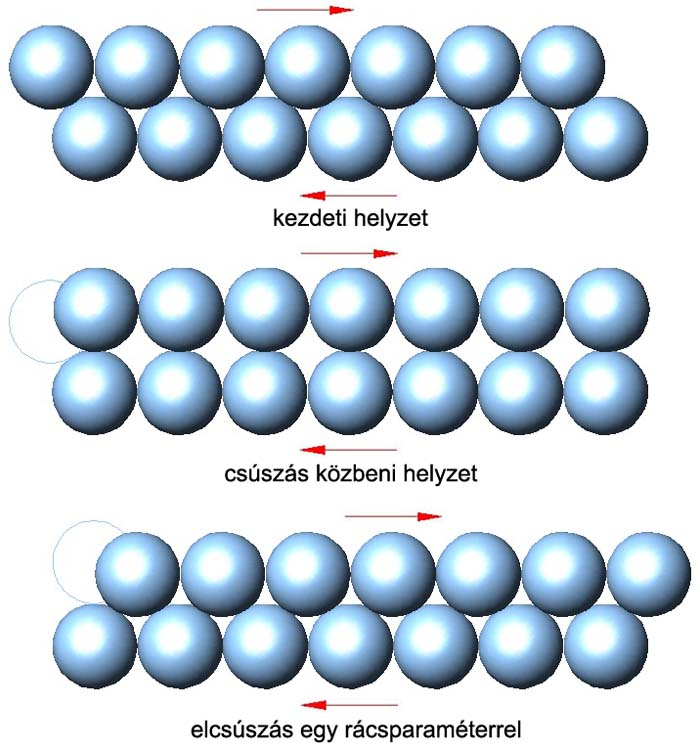
Atomsíkok elcsúszása

A diszlokációk a fizikai és kémiai környezeti hatásokra megváltoznak a szilárd testben. Hőmérséklet emelkedésének hatására, vagy képlékeny alakítás hatására a számuk és elhelyezkedésük is megváltozik. Ezért fontos szerepet játszanak az anyagok tulajdonságainak vizsgálatában, az anyagok szerkezetének változtatásakor (pl. edzéskor mindkét behatás éri az anyagokat).
Az 1930-as évekig az anyagtudomány egyik fontos kihívása volt, hogy a leírja a plasztikus deformációt mikroszkópikus szinten. A képlékeny alakváltozás az atomsíkok elcsúszásával valósul meg. Kísérletileg meghatározták azt a csúsztatófeszültséget, amely a szomszédos síkok elcsúszásához szükséges egy tökéletes kristályban:
{\displaystyle \tau _{m}={\frac {G}{2\pi \ }}.\,}
ahol G az anyag csúsztató rugalmassági modulusza.
Az atomsíkok elcsúszása nagy csúsztatófeszültséget igényel, a csúszás megindításához és fenntartásához elméletileg nagyságrendekkel nagyobb feszültségre lenne szükség (20 000–150 000 MPa), mint amit kísérletekkel mértek (0,5–10 MPa). Erre az ellentmondásra adott választ a diszlokációelmélet, amit – nagyjából egy időben (1934) és egymástól függetlenül – Orován Egon, Polányi Mihály és G. I. Taylor fedezett fel. A diszlokációk mozgásra képesek, ha az atomok kötései felszakadnak az őket körülvevő síkban, és az éleknél újakat alakítanak ki. Az az energia, ami az egyszeres kötések felszakításához kell, kevesebb, mint amennyit az összes kötés felbontása igényel az atom teljes síkjában. Sőt ez az egyszerű modell rámutat, hogy a diszlokációk mozgásához, amit az anyag plasztikussága is mutat, kisebb feszültség kell, mint a tökéletes kristályban.
A diszlokációk környékén a rácstorzulás miatt jelentős nagyságú feszültségi energia halmozódik fel. A képlékeny alakváltozás az atomokat összetartó belső erők legyőzésével valósítható meg. Amennyiben a csúszás (transzláció) síkjában diszlokáció található, akkor ez az aktivizálódott térrész eléri azt az energiaszintet, amely az elcsúszáshoz szükséges. A képlékeny alakváltozás folyamán a diszlokációk megsokszorozódnak (akár 1015 m−2 nagyságrendig), emiatt gátolják egymás mozgását. A felhalmozódott feszültségi energia az alakított fémben alakítási keményedést okoz, megváltoznak a fém mechanikai tulajdonságai és szemcseszerkezete.
A hidegen alakított fémben a diszlokációk felhalmozódva rögzítik egymást, amelyek külső energia nélkül nem tudnak oldódni. A diszlokációk a mechanikai terhelésen kívül hőenergiával is aktiválhatók. A hőenergia lehetővé teszi, hogy a diszlokációk elhagyják a csúszási síkjukat, és így lehetővé válik az újrakristályosodás.

## A diszlokációk megfigyelése

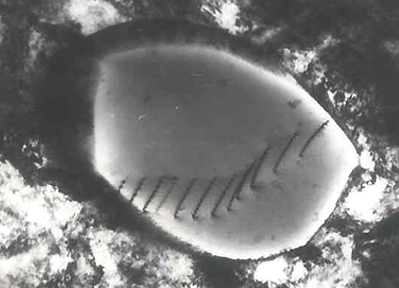
TEM-felvétel diszlokációról

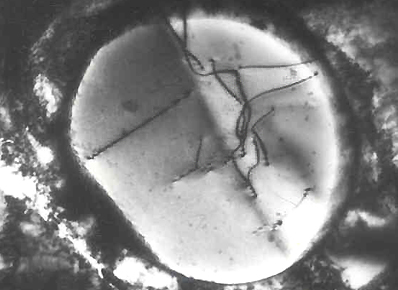
TEM-kép diszlokációkról

Amikor a diszlokációs vonalak elérik a fém felszínét, a deformáció miatt karc-szerű geometriai formák alakulnak ki rajta. Ha az anyag deformálódik és többszörösen megcsúsznak a rácssíkok, mélyedések sorozata keletkezik. Ezek a változások az anyag mikroszerkezetében elektronmikroszkóppal figyelhetők meg. Ehhez vékony TEM mintát készítenek, hogy átvilágíthassák az elektronnyalábbal. Az elektronnyaláb a fématom szokásos kristályrácsának felszínén diffrakciót szenved, és a különböző szögekben álló krisztallitok a képen kontrasztként jelennek meg. A nagy diszlokációsűrűségű helyeken kisebb a diffrakciós nyaláb intenzitása mint a szabályos rácsban, ez okozza a kontrasztot. Vannak olyan mikroszkópok is amelyek belső fűtéssel és/vagy deformáló egységgel rendelkeznek, ezáltal lehetővé válik a diszlokációk mozgásainak és kölcsönhatásainak megfigyelése alakváltozás és/vagy hőmérséklet hatására.
Az iontér mikroszkópiával és atomszondákkal újabb módszert dolgoztak ki nagyobb felbontású mikroszkópok előállítására (tipikusan hárommilliószoros vagy ennél nagyobb felbontásúra), amelyek lehetővé teszik a diszlokációk megfigyelését atomi szinten is. Ezek segítségével a felvételeken jelezhetők azok a pontok, ahol diszlokációk vannak az anyag felszínén. Ily módon például közvetve egy interferencia mikroszkóppal diszlokációk figyelhetők meg a szilíciumban.

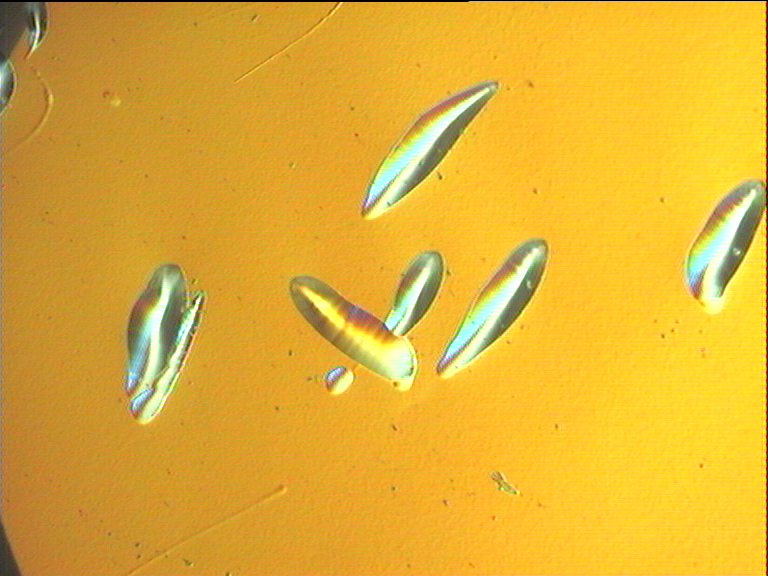
Diszlokációk szilíciumban 100 orientáció
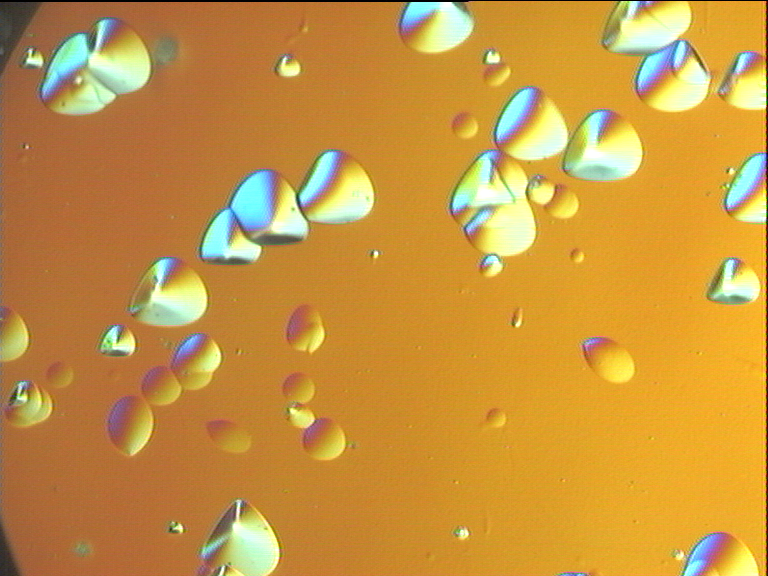
Diszlokációk szilíciumban 111 orientáció
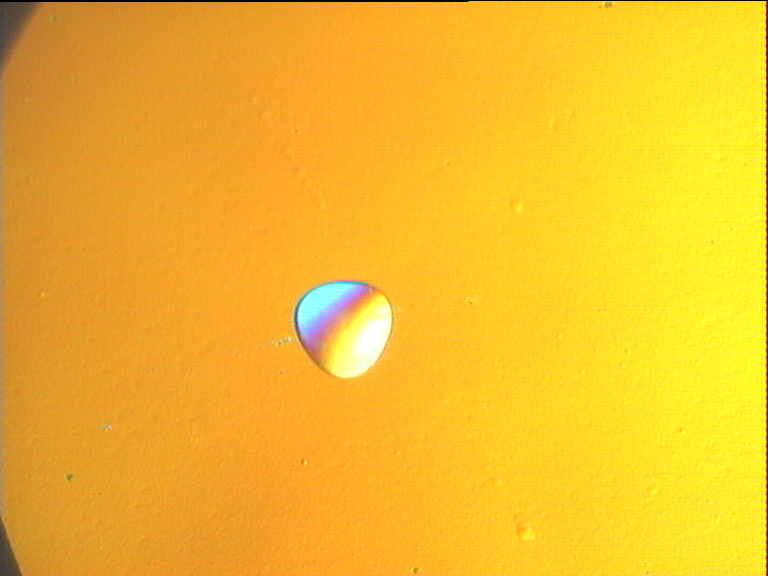
Diszlokáció szilíciumban, 111 orientáció